# Парке Сарольди
«Парке Сарольди», либо просто «Сарольди» полное название Стадион «Парк Федерико Омар Сарольди» (исп. Estadio Parque Federico Omar Saroldi) — футбольный стадион в городе Монтевидео, расположенный в районе Прадо. Принадлежит клубу «Ривер Плейт».

## Информация
Стадион был заложен в 1926 году, официальное открытие состоялось 2 ноября 1928 года. Располагается вблизи стадионов «Парке Вьера», на котором выступает «Монтевидео Уондерерс», и «Парк Хосе Насасси», домашней арены для «Белья Висты». Данная близость стадионов стала причиной того, что противостояние между этими тремя клубами носит принципиальный характер.
Первоначально на стадионе «Парке Олимпия» выступала «Олимпия». После объединения в 1932 году футбольной секции «Олимпии» с клубом «Капурро» был образован новый клуб «Ривер Плейт», названный в честь расформированного ещё в 1925 году ФК «Ривер Плейт». Стадион стал использоваться новым «Ривер Плейтом».
Стадион получил имя вратаря «Ривер Плейта» Федерико Омара Сарольди, погибшего после столкновения с соперником в матче против «Сентраль Эспаньола» — игра завершилась победой хозяев поля со счётом 2:0, а Сарольди почувствовал недомогание после её завершения, и скоропостижно скончался через несколько дней.
Трибуны «Сарольди» называются Platea (Партер), Talud Local (Откос хозяев), Tribuna Visitante (Гостевая трибуна), Talud Visitante (Гостевой откос).
Стадион расположен по адресу: Avenida Turquía 3302 entre Inglaterra y México.